# Braziliaanse militaire junta van 1930
De Voorlopige Raad van Bestuur van Brazilië van 1930, ook wel bekend als de eerste militaire junta, was een regeringsdriemanschap bestaande uit drie militaire ministers:
- Augusto Tasso Fragoso
- José Isaías de Noronha
- João de Deus Mena Barreto

## Dictatuur van deEstado Novo(Nieuwe Staat) 1930-1945
Doordat Brazilië aan het einde van de 19e eeuw werd bevolkt door grote groepen immigranten uit Duitsland en Italië, ging de opkomst van het fascisme in Europa niet aan Brazilië voorbij. Ook werd men steeds banger voor de opkomst van het communisme. Vooral vanwege het laatste volgde in 1930 een militaire coup, waarna de militairen Getúlio Vargas naar voren schoven als president.
Om economische redenen sloot deze regering zich in 1942 aan bij de geallieerden in de Washington-akkoorden. De enorme vraag naar rubber en ertsen resulteerde in de Batalha da Borracha, de rubberveldslag, waarin duizenden mensen, veelal gedwongen, naar het hart van het Amazonegebied werden getransporteerd om rubber te tappen. Een Braziliaanse eenheid, de Praçinhas, vocht in Italië. In 1945 begreep Getúlio Vargas dat de tijd van het fascisme voorbij was en keerde Brazilië terug naar de democratie.
Een tweede militaire junta pleegde een coup in 1964.